# Olarenwaju Kayode
Tobi Olarenwaju "Larry" Ayobami Kayode (Ibadan, 8 de maig de 1993) és un futbolista professional nigerià que juga com a davanter al FC Xakhtar Donetsk i també per la selecció de Nigèria.

## Carrera
Kayode va començar la seva carrera amb el Red Bull Ghana i el febrer de 2010 va signar contracte amb l'ASEC Mimosas. Després de pocs dies va deixar l'ASEC Mimosas només per retornar-hi el 20 de maig de 2010.
El 2 de febrer de 2012 Kayode va deixar l'ASEC Mimosas per fitxar pel club suís FC Luzern com a cedit fins al 30 de novembre de 2012.
El març de 2013 va entrenar-se amb el Dinamo Minsk.
El 12 de setembre de 2013, Kayode va signar un contracte per un any amb el club israelià Maccabi Netanya.
Després d'una temporada reeixida amb el Maccabi Netanya, en què va marcar 13 gols i va fer 6 assistències, Kayode va signar un contracte per quatre anys amb l'FK Austria Wien. El 2 d'agost de 2015, Kayode va marcar amb el seu debut amb l'FK Austria Wien contra l'SC Rheindorf Altach.

### Manchester City i cessió al Girona
El 17 d'agost de 2017, el Manchester City FC el va fitxar amb un contracte per quatre anys i el va cedir immediatament al Girona FC per la temporada 2017–18.
Kayode va debutar a La Liga el 19 d'agost de 2017, substituint Portu en un empat 2–2 a casa contra l'Atlètic de Madrid. No va participar gaire durant la primera part de la temporada, cosa que va fer plantejar-se la possible marxa de l'equip durant el mercat d'hivern, el gener de 2018.

## Palmarès
- Liga Leumit
  - Campió (1): 2013-14
- Copa israeliana
  - Finalista (1): 2014